# Berkaer Straße 1 (Weimar)

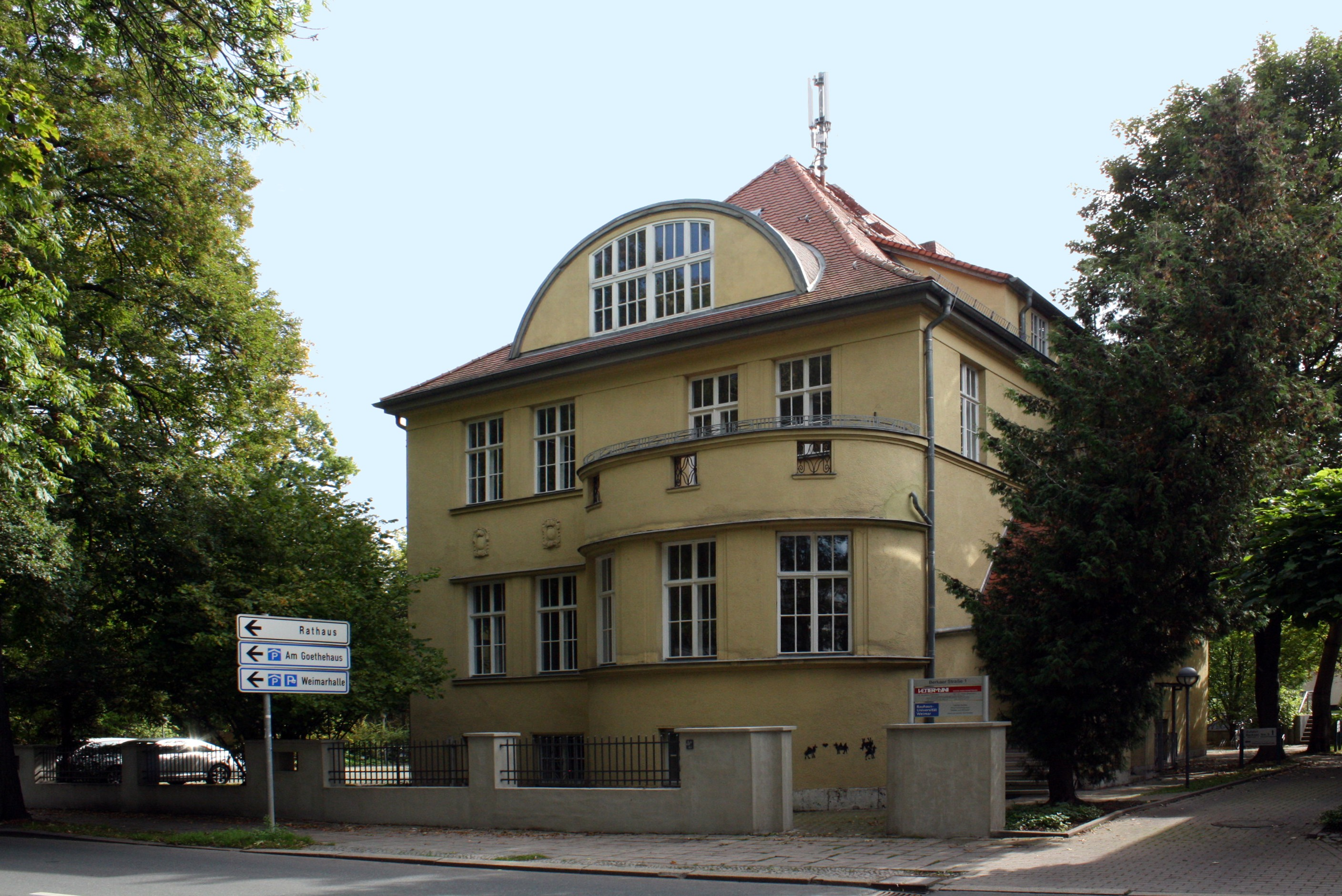
Berkaer Straße 1

Das Haus Berkaer Straße 1 in Weimar war ursprünglich ein Wohnhaus.
Das Gebäude ließ sich 1911/12 Rudolf Zapfe als eigenes Wohn- und Atelierhaus errichten.
Das Gebäude sticht insbesondere mit seiner Nordfassade mit dem halbovalen Vorbau ähnlich einer Apsis und dem Dachgiebel hervor. Auf dem Vorbau befindet sich ein Balkon. Zusätzlich besitzt es mehrere kleine Ornamentfelder. Es ist dem Art déco zuzurechnen. Es entstand nicht durch den Einfluss des Bauhauses, wie sein Erscheinungsbild denken ließe, denn es war längst vorhanden, bevor das Bauhaus überhaupt gegründet wurde. Es war Wohnsitz des Mediziners Ferdinand Gumprecht.
Heute nutzen ein Ingenieurbüro und die Bauhaus-Universität Weimar verschiedene Bereiche des Gebäudes.
Das Haus Berkaer Straße 1 steht auf der Liste der Kulturdenkmale in Weimar (Einzeldenkmale) und der Liste der Kulturdenkmale der Südlichen Stadterweiterung in Weimar.